# Villiers-au-Bouin
Villiers-au-Bouin és un municipi francès, situat al departament de l'Indre i Loira i a la regió de Centre – Vall del Loira. L'any 2007 tenia 762 habitants.

## Demografia

### Població
El 2007 la població de fet de Villiers-au-Bouin era de 762 persones. Hi havia 296 famílies, de les quals 74 eren unipersonals (35 homes vivint sols i 39 dones vivint soles), 90 parelles sense fills, 109 parelles amb fills i 23 famílies monoparentals amb fills.
La població ha evolucionat segons el següent gràfic:
Habitants censats

### Habitatges
El 2007 hi havia 343 habitatges, 299 eren l'habitatge principal de la família, 23 eren segones residències i 20 estaven desocupats. 313 eren cases i 30 eren apartaments. Dels 299 habitatges principals, 189 estaven ocupats pels seus propietaris, 106 estaven llogats i ocupats pels llogaters i 4 estaven cedits a títol gratuït; 21 tenien dues cambres, 65 en tenien tres, 83 en tenien quatre i 130 en tenien cinc o més. 245 habitatges disposaven pel capbaix d'una plaça de pàrquing. A 137 habitatges hi havia un automòbil i a 136 n'hi havia dos o més.

### Piràmide de població
La piràmide de població per edats i sexe el 2009 era:
| Homes | Edats   | Dones |
| ----- | ------- | ----- |
| 0     | 95 o +  | 0     |
| 0     | 90 a 94 | 12    |
| 0     | 85 a 89 | 4     |
| 0     | 80 a 84 | 12    |
| 8     | 75 a 79 | 4     |
| 12    | 70 a 74 | 24    |
| 16    | 65 a 69 | 8     |
| 16    | 60 a 64 | 28    |
| 16    | 55 a 59 | 16    |
| 20    | 50 a 54 | 12    |
| 24    | 45 a 49 | 24    |
| 20    | 40 a 44 | 12    |
| 24    | 35 a 39 | 20    |
| 8     | 30 a 34 | 16    |
| 36    | 25 a 29 | 24    |
| 24    | 20 a 24 | 16    |
| 4     | 15 a 19 | 24    |
| 24    | 10 a 14 | 12    |
| 16    | 5 a 9   | 20    |
| 12    | 0 a 4   | 8     |

## Economia
El 2007 la població en edat de treballar era de 490 persones, 366 eren actives i 124 eren inactives. De les 366 persones actives 326 estaven ocupades (192 homes i 134 dones) i 40 estaven aturades (13 homes i 27 dones). De les 124 persones inactives 51 estaven jubilades, 30 estaven estudiant i 43 estaven classificades com a «altres inactius».

### Ingressos
El 2009 a Villiers-au-Bouin hi havia 298 unitats fiscals que integraven 754 persones, la mediana anual d'ingressos fiscals per persona era de 14.871 €.

### Activitats econòmiques
Dels 20 establiments que hi havia el 2007, 1 era d'una empresa extractiva, 1 d'una empresa alimentària, 3 d'empreses de fabricació d'altres productes industrials, 7 d'empreses de construcció, 1 d'una empresa de comerç i reparació d'automòbils, 1 d'una empresa de transport, 3 d'empreses d'hostatgeria i restauració i 3 d'empreses classificades com a «altres activitats de serveis».
Dels 11 establiments de servei als particulars que hi havia el 2009, 1 era un taller de reparació d'automòbils i de material agrícola, 1 paleta, 3 guixaires pintors, 1 fusteria, 1 electricista, 2 perruqueries i 2 restaurants.
L'únic establiment comercial que hi havia el 2009 era una fleca.
L'any 2000 a Villiers-au-Bouin hi havia 24 explotacions agrícoles que ocupaven un total de 2.457 hectàrees.

## Equipaments sanitaris i escolars
El 2009 hi havia una escola elemental integrada dins d'un grup escolar amb les comunes properes formant una escola dispersa.

## Poblacions més properes
El següent diagrama mostra les poblacions més properes.